# トウガラシスプレー

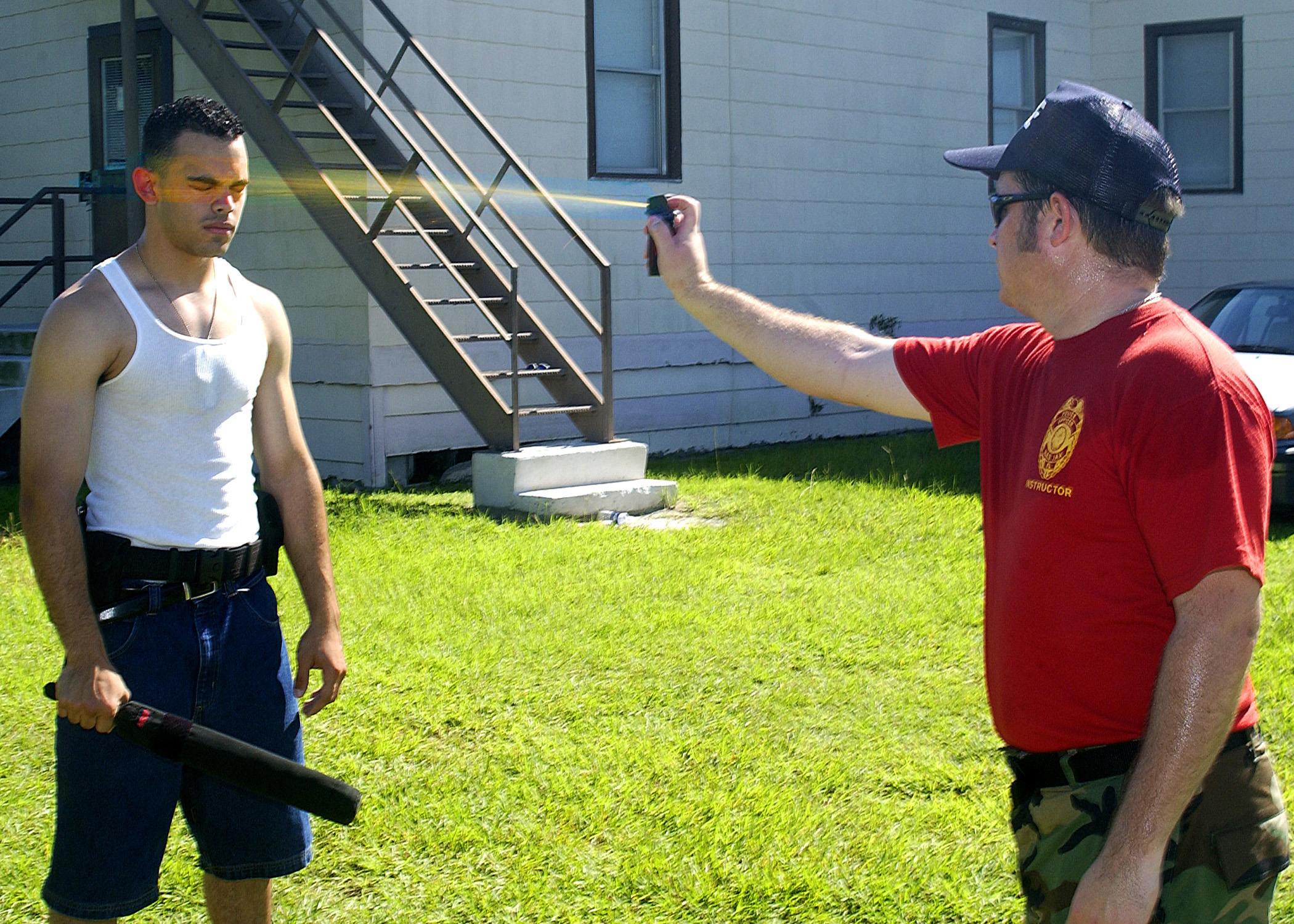
トウガラシスプレー使用の実演

トウガラシスプレー（英語: Pepper spray）は、護身用として用いられる催涙スプレーの一種である。主成分はカプサイシンで、特に顔に吹きかけられると目や粘膜の痛みと一時的な盲目を引き起こす。後遺症が残らないため非致死性の兵器、護身用具として用いられる。強い怒りや薬物等で興奮状態に陥ったりした人間の制圧にも効果がある。催涙剤にも分類され、別名オレオレジン・カプシカム（Oleoresin Capsicum、略称OC剤）とも呼ばれる。カプシカムはトウガラシ属の学名である。

## 身体への影響

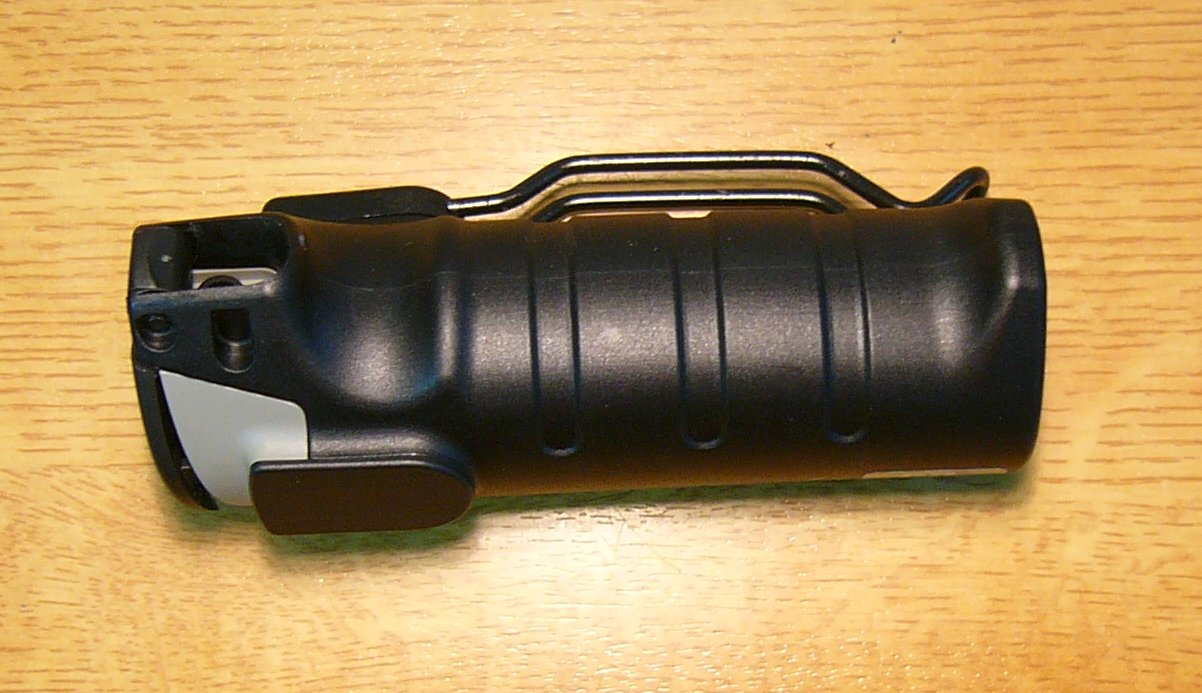
携帯用トウガラシスプレー

トウガラシスプレーは、刺激的な薬品であり、目の痛み（一時的な盲目）・呼吸困難・鼻水・せき・皮膚の灼熱感などの症状を引き起こし、場合によっては数時間持続する。
対処法としては、通常、皮膚に付着したものを水で洗い流すことが行われるが、油性物質であるため、植物油を用いる方法もある。
目への影響は後遺症が残ることなく、無害であると結論した調査報告が発表されている。しかし、ロサンゼルス・タイムズは1995年6月に、トウガラシスプレーの警察使用によると思われる死者が1990年以降少なくとも61人に上るとの発表をした。過剰な噴射を受けて呼吸困難等を引き起こしたための死である可能性がある。WHOの報告書では、直接的な死亡例は喘息保持者の1名のみで、他はコカインとの併用や不適切な拘束姿勢による窒息の疑いがあるとしている。
アメリカ軍のアバディーン研究所は1993年にトウガラシスプレーが突然変異を誘発する影響、発癌性の影響、増感、心血管で肺毒性、神経毒性などの致死的な作用を引き起こすことがありうると発表した。

## 熊よけスプレー

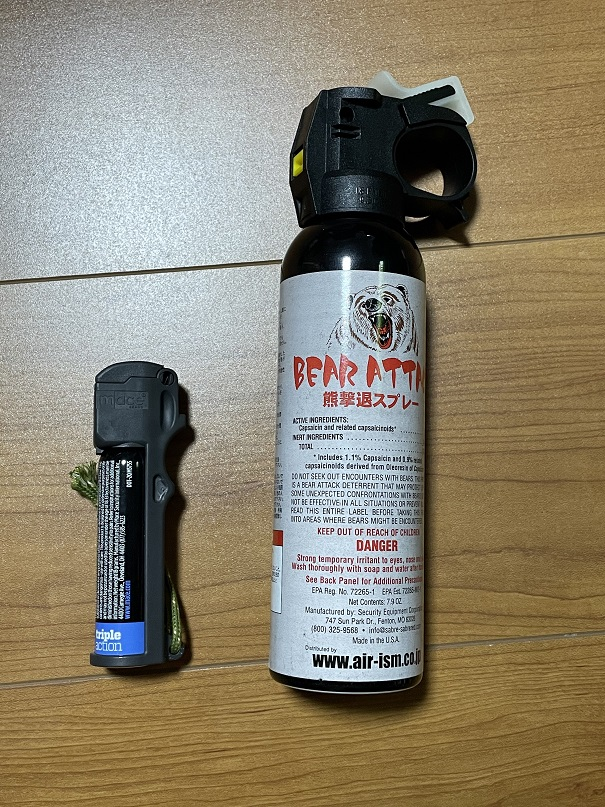
携帯用小型トウガラシスプレーと熊よけスプレー

トウガラシスプレーは登山や山菜採りなどのアウトドア活動中の害獣対策として、熊よけスプレーや熊撃退スプレー等の名称でホームセンターや登山用品店などで市販されている。
捕獲された熊が再び人里へ現れないよう嫌悪条件付けして放獣する学習放獣にも利用されることがある。
対人使用を想定したものよりも大型で有効射程が長く、唐辛子成分が高濃度で添加されている。緊急時に迅速に使用できるようにホルスターが用意されていたり、誤射防止のための安全弁が付けられている。

## アメリカの法規制
アメリカでの規制は州ごとに異なる。

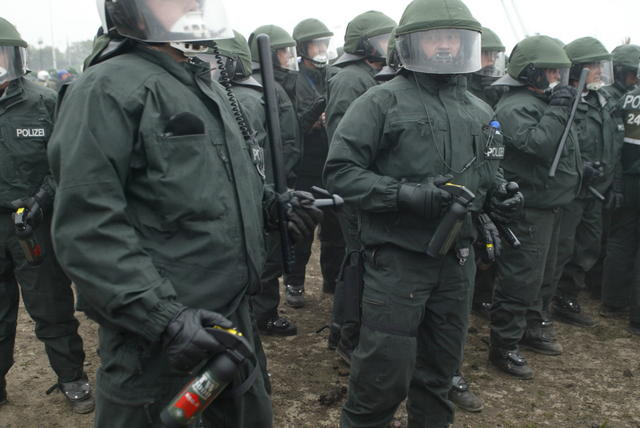
トウガラシスプレーを装備したドイツの機動警官

- ワシントン州 - 所持は警察による登録制である。
- マサチューセッツ州 - 銃の所持許可書保有者のみ購入することが出来る。
- ウィスコンシン州 - 15から60グラムまでの活性成分が10%以下の物のみ自由に購入できる。
- ミシガン州 - 活性成分が2%以下の物のみ自由に購入できる。
- 他の州 - 特に規制する法令なし。

### 使用事例
- 2021年1月31日、ニューヨーク州ロチェスターの警察が、9歳女児に手錠を掛けた上でトウガラシスプレーを使用していたことが明らかになり、過剰な対応であるとして批判が起こった[4]。

## 日本の法規制
所持や販売については、明確に規制されていないが、正当な理由の無い携帯は軽犯罪法や生活安全条例違反となる場合がある。航空機には、危険物として持ち込むことが出来ない。
使用については場所や状況によって、威力業務妨害や暴行罪として、また被害の程度によっては傷害罪の容疑で逮捕される可能性がある。